# L. Strauss & Co.
L. Strauss & Co. was een uitgesproken luxe warenhuisketen met het hoofdkantoor in Indianapolis, Indiana. 

## Geschiedenis
De winkel werd in 1853 opgericht en ging 140 jaar later, in 1993, failliet. De oorspronkelijk naam van de winkel was Eagle Clothing Company. Eagle Clothing groeide uit tot een van de grootste retailers van de stad en was naar verluidt een pionier op het gebied van vaste prijzen voor klanten. In 1879 werd de winkel overegenomen door Leopold Strauss en veranderde later de naam in L. Strauss and Company.
De hoofdvestiging was jarenlang gevestigd in het Occidental Building op de zuidoosthoek van Washington Street en Illinois Street. In 1969 nam Genesco, een conglomeraat uit Nashville, Tennessee en eigenaar van winkels als Bonwit Teller, L. Strauss over en huurde Thad Larson in als president. Larson kocht de winkel in 1979 van Genesco, waarna deze weer onder lokaal beheer kwam. Het Occidental Building werd in de jaren 1980 afgebroken om plaats te maken voor het winkelcentrum Circle Centre. De winkel in het stadscentrum verhuisde naar de overkant van de straat, naar Claypool Court, waar het Indianapolis Embassy Suites Downtown-hotel is gevestigd. In de faillissementsaanvraag werd als één van de redenen voor het faillissement de vertraging bij de opening van Circle Centre genoemd. De belangrijkste concurrenten van het bedrijf waren L.S. Ayres, William H. Block Co. en H.P. Wasson and Company .
Tijdens het bestaan van de winkel werd aan de winnaars van de Indianapolis 500, naast de Borg-Warner Trophy, ook de L. Strauss & Co. Trophy uitgereikt.